# 700年代
| 千纪： | 1千纪                                                                                  |
| 世纪： | 6世纪 \| 7世纪 \| 8世纪                                                                |
| 年代： | 670年代 \| 680年代 \| 690年代 \| 700年代 \| 710年代 \| 720年代 \| 730年代              |
| 年份： | 700年 \| 701年 \| 702年 \| 703年 \| 704年 \| 705年 \| 706年 \| 707年 \| 708年 \| 709年 |

## 大事记
- 700年，隴右諸軍大使唐休璟於洪源谷（甘肅永登西北）迎戰吐蕃，获胜。
- 701年，武则天杀害邵王李重潤、魏王武延基。
- 703年，司僕卿張昌宗誣左台大夫魏元忠謀反，鳳閣舍人張說證其無有，魏元忠被贬高要（廣東肇慶）縣尉，流張說嶺南。
- 705年，神龙革命，張易之、張昌宗被杀，武则天退位，唐中宗复位，改國號唐。唐復國。封張柬之為漢陽王、崔玄暐為博陵王、桓彥範為扶陽王、袁恕己為南陽王、敬暉為平陽王。
- 706年，武三思誣五王謀反，流張柬之於瀧州（廣東羅定），崔玄暐於古州（越南諒山），桓彥範於瀼州（廣西上思），袁恕己於環州（廣西環江）、敬暉於瓊州（海南定安）。之后張柬之、崔玄暐病死。桓彥範、袁恕己、敬暉被残酷杀害。
- 707年，李重俊起兵，斬武崇訓及其父武三思。兵潰，被殺。
- 708年，安樂公主再嫁右衛將軍武延秀。
- 709年，關中饑，米每斗百錢。